# Плиније Старији
Гај Плиније Секунд Старији, познатији као Плиније Старији (лат. Gaius Plinius Secundus Maior, 23.–79. н. е.) је био римски писац и научник - природњак који је написао дело Познавање природе (Naturalis historia). Плиније Старији је пореклом припадао витешком сталежу, рођен у градићу Комум (данашњи Комо) у северној Италији, док је образовање вероватно стекао у граду Риму.

## Биографија
Пре 35. године (Naturalis historia. XXXVII, 81) Плинија је отац одвео у Рим где се школовао под надзором очевог пријатеља, песника и војног заповедника Помпонија Секунда, који му је усадио љубав према учењу и науци. Два века након смрти браће Тиберија и Гаја Граха, Плиније је видео неке од њихових рукописа у књижари свога учитеља (XIII, 83), те је након тога написао учитељеву животопис.
Плиније спомиње граматичаре и говорнике, од којих су Ремије Палемон и Арелије Фуск (XIV, 4; XXXIII, 152) могли бити његови учитељи. У Риму је студирао ботанику у топиарију (врту) времешног Антонија Кастора (XXV, 9), те је у тлу видео нарочито стара стабла лотуса која су некоћ припадала Марку Красу (XVII, 5). Такође је видео и огромну грађевину коју је подигао Калигула (XXXVI, III) и вероватно је сведочио Клаудијевој победи над Британијом 44. године (III, 119). Под утицајем Сенеке Млађег постао је страствен студент филозофије и реторике, па се почео увежбати за адвоката.
Војну службу је служио под римским војсковођом Гнејем Домицијем Корбулоном у Доњој Германији 47. године, учествујући у римском освајању германских племена и градњи канала између река Рајне и Мас (XVI, 2 и 5). Као млади заповедник коњице (praefectus alae) написао је у свом зимском боравишту дело о употреби копља на коњу (de iaculatione equestri) у којима разматра и особине доброг коња (VIII, 162).
У Галији и Хиспанији је научио значења многих келтских речи (XXX, 40). Забележио је места повезана с римском инвазијом Германије, а усред сцена Друзових победа сањао је сан у којем га победник подстиче да пренесе његове подухвате потомцима (Плиније Млађи, Epistulae, III, 5, 4). Сан је подстакнуо Плинија да напише повест свих ратова између Римљана и Германа.
Плиније је вероватно пратио очевог пријатеља Помпонија на војном походу против германског племена Хата (50. н. е.), те је посетио Германију по трећи пут (50-их година) као пријатељ будућег цара Тита Флавија Веспазијана (Praef. 3). За време Нерона је углавном живео у Риму, када и спомиње карту Јерменије и краја уз Каспијско језеро, коју је у Рим послао Корбулонов штаб 58. године (ВИ, 40). Након великог пожара у Риму 64. године видео је изградњу Неронове „златне куће“ (domus aurea, XXXVI, 111).
У међувремену је довршавао двадесет књига своје Историје германских ратова, једини историјски извор који се цитира у првих шест књига Тацитових „Анала“ (I, 69), а вероватно и један од најважнијих извора којима се Тацит служио приликом састављања своје Германије. Њу су потиснули Тацитови записи, а Симах је у раном 5. веку безуспешно трагао за примерком Плинијевог списа (Epistulae, XIV, 8).
Плиније је такође посветио много времена састављању списа из области граматике и реторике. Детаљноме делу о реторици, насловљеном Studiosus, следило је осам књига Dubii sermonis, написаних 67. године.
Под својим пријатељем Веспазијаном, Плиније се вратио у државну службу служивши као прокуратор у провинцији Нарбонској Галији (70) и Тараконској Хиспанији (73), а такође је посетио и Белгијску Галију (74.). Током својега боравка у Хиспанији упознао се с пољопривредом и рудницима у земљи, а осим тога посетио је и Африку (VII, 37). На свој повратку у Италију прихватио је службу под Веспазијаном. Њега је посећивао пре свитања ради упута пре настављања својих службених дужности, а након којих је остатак свога времена посветио учењу (Плиније Млађи, Epistulae, III, 5, 9).
Довршио је у тридесет и једној књизи Повест својега времена, вероватно обухватајући раздобље од Неронове до Веспазијанове владавине. Плиније ју је разборито сачувао за објављивање након своје смрти (Naturalis historia, Praef. 20). Њу наводи Тацит (Annales, XIII, 20; XV, 53; Хисториае, III, 29), а један је од извора који су користили Светоније и Плутарх.
Плиније је практично завршио и своје велико дело, Naturalis historia, енциклопедију у којој је сакупио већину знања свог времена. Дело је планирано под Нероновом владавином, а материјали скупљени у ту сврху испунили су нешто мање од 160 свесака. То је дело 23. године Ларције Лицини, преторијански легат Тараконске Хиспаније, безуспешно покушао откупити за цену која је и за данашње прилике огромна. Своје дело посветио је Веспазијану 77. године.

## Везув
Убрзо након тога Веспазијана га је именовао префектом римске морнарице у Мизену. У Мизену је Плиније био стациониран у време велике ерупције вулкана Везува (24. августа 79), која је уништила Помпеје и Херкуланеум. Жеља за директним посматрањем појаве, а уједно и за спашавањем неких својих пријатеља из погибељног положаја на обали Напуљскога залива, подстакла га је да покрене своје галије и пређе залив до Стабије. Иако је веровао да ће Стабији бити на сигурној удаљености од ерупције, није узео у обзир могућност да вулкан испусти отровне гасове. Последица тога била је да се Плиније угушио због недостатка кисеоника.
Плиније је још увек познат у вулканологији у којој се термин плинијски (или плинијев) односи на врло силовиту ерупцију вулкана који је дуго времена био успаван. Термин ултраплинијски је намењен најсиловитијим плинијским ерупцијама као што је уништење Кракатауа 1883. године.
Прича о Плинијевим последњим сатима живота описана је у занимљивом писму које је двадесет седам година након самог догађаја Плиније Млађи, нећак Плинија Старијег и његов наследник, упутио Тациту (Плиније Млађи, Epistulae, VI, 16). Плиније Млађи такође шаље другом дописнику извештај о рукописима својега ујака и његовим животним навикама (III, 5):

"Започео би с радом врло рано пре зоре... Ништа не би прочитао а да не направи забелешке; обичавао је чак говорити да не постоји књига која је толико лоша да не садржи нешто вредно. За боравка на селу једино време које је било ослобођено од учења било је у ствари када се купао. Док је путовао, ослобођен од свих других брига, посветио би се учењу у осами. Укратко, сматрао је све време у којем се није бавио учењем узалудно потрошеним."

Његов једини рукопис који је сачуван до данашњих времена јесте Naturalis historia. Кроз следећа века велики број научника ју је користио за извор својега рада.

## Филозофски погледи
Плиније је био следбеник стоичке филозофије као и многе друге познате личности за време раног царства. Он је био упознат с њиховим највећим представником, Тразејом Петом, а такође је био и под утицајем Сенеке Млађега. Стоици су били одани проучавању природе, али њихово је морално учење било сагласно с ониме који је у својем литерарном раду био несебично нестрпљив у потпомагању и подучавању својих савременика (Praef. 16, XXVIII, 2; XXIX, I).
Плиније је био и под утицајем епикурејске филозофије, платоновске Академије и оживљених питагорејских школа. Његов поглед према природи и богу били су у бити стоички. Плиније изјављује да је једина слабост човечанства то што је утјеловила божје биће у многим људским облицима која су поседовала људске мане и недостатке (II, 148). Бог је уистину био један; био је душа вечног света, показујући своје доброчинство на земљи, као и на сунцу и на звездама (II, 12 seq., 154 seq.). Постојање божанске провидности је несигурно (II, 19), али вера у њено постојање и у казну због греха је корисно (II, 26). Награда крепости састојала се у уздизању према божјој нарави оних који су сличили богу у чињењу доброга према човеку (II, 18, Deus est mortali iuvare mortalem, et haec ad aeternam gloriam via ). Испитивање будућности сматрао је кривим као и насилно деловање према природи уз употребу магије (II, 114; XXX, 3) Ипак није порицао значење чуда и предосећаја (II, 92, 199, 232).
Плинијев поглед на живот је суморан. Он сматра да човечанство иде ка пропасти и беди (II, 24; VII, 130). Претерану ракош и моралну исквареност напада у многим декламацијама, које су толико честе (као и код Сенеке) да на крају губе привлачност и почињу замарати �. Његови реторички изрази против практично корисних открића (као што је умеће навигације) такође оскудевају у здравом разуму и добром укусу (XIX, 6).
С поносним римским националним духом он сједињује дивљење врлинама по којима је република постигла своју величину (XVI, 14, XXVII, 3, XXXVII, 201). Он не скрива историјске чињенице неповољне по Рим (XXXIV, 139), а док слави угледне чланове славних римских родова, слободан је од Ливијеве прекомерне пристраности према аристократији. Плиније сматра да су пољопривредни слојеви и стари земљопоседници из витешког сталежа (Цинцинат, Курије Дентат, и Катон Старији) ступови државе. Он огорчено жали због пропадања пољопривреде у Италији (XVIII, 21 и 35, latifundia perdidere Italiam = "латифундије упропастише Италију"). У складу с тиме, за најранију повест Рима он даје предност онима који следе писце из раздобља пре Октавијана Августа, али ипак гледа на царску моћ као нужну (штавише, преко потребну) у држави, те поздравља „спасоносну појаву Веспазијана“ (salutaris exortus Vespasian, XXXIII, 51).

## 
Једино Плинијево дело које је сачувано јесте Познавање природе (Naturalis historia), у 37 књига, посвећено цару Титу 77. године, а објављено постхумно. У уводу (Praefatio) Плиније каже да се дело састоји од 20.000 важних података прикупљених од стотину аутора, али су ти бројеви у ствари много виши. Књига 1 даје садржај целог дела и попис свих писаца којима се аутор служио; књига 2 је о физици универзума и деловима од којих се састоји; књиге 3–6 обрађују етнографију Европе, Азије и Африке; књига 7 је о физиологији људи; књиге 8–11 баве се зоологијом (копненим и морским животињама, птицама, инсектима); књиге 12–19 обрађују ботанику; књиге 20–27 су о лековитом дејству различитих биљака; књиге 28–32 су о лековима који подстичу од животиња; књиге 33–37 обрађују метале и стење, укључујући употребу минерала у медицини, уметности и архитектури, с екскурсом о историје уметности.
На завршетку својих књижевних радова, као једини Римљанин који је, поред Лукреција, икада узео за тему цело подручје природе, моли се за благослов свеопће мајке својем завршеноме делу. У књижевности придаје највише место Хомеру, Цицерону (XVII, 37 seq.) и Вергилију. На њега су утицала дела нумидског краља Јубе II којега назива „мој учитељ“. Страствено се занима за природу и природне науци учећи их на начин који је био нов у Риму. Ипак, слабо поштовање науци те врсте у Риму не одвраћа га од настојања да буде од косристи својим земљацима (XXII, 15).
Велики рад који је себи завртао био је огроман и опсежан, јер представља праву енциклопедију науци и уметности који су на било који начин повезани с природом или природним материјалима. Припремајући се за овај подухват, Плиније је изучавао многе ауторе који су писали о сваком предмету који он обрађује у својој енциклопедији, те је био марљив у прављењу извадака из њихових страница. Његови индекси аутора (indices auctorum) у неким су случајевима аутори које је он у ствари користио као изворе за своје дело, а у другим случајевима они представљају изворне ауторе који су о неком предмету писали, а које је сам Плиније користио из друге руке, тј. преко цитата других аутора. Плиније отворено даје признање свим својим претходницима говорећи да се „треба осетити срамотним пред онима (ауторима) које се употребио“ (plenum ingeni pudoris fateri per quos profeceris, Praef. 21). Плиније није имао ни temperament за неко ново и јединствено истраживање нити слободног времена које би то изискивало.
Очигледно је да онај који је потрошио све своје време на читање, писање и на прављење извадака из дела својих претходника није имао времена за зрело и независно промишљење или за стрпљиво експериментално посматрање природних појава. Ипак се не сме заборавити да је управо његова изворна научна знатижеља према појави ерупције Везува била оно што је његов живот неуморног учења довело прераном крају, те да је икакво критиковање његових погрешака у Познавању природе ублажено искреношћу у признању које даје у предговору: „И не сумњам да сам и ја много тога пропустио: ипак сам човек и то запослен државним обавезама“ (nec dubitamus multa esse quae et nos praeterierint; homines enim sumus et occupati officiis).
Упркос многим погрешкама, небрижљивости, лаковерности, површности, ненаучном распореду грађе и досади коју изазва сухопарна каталошка набрајања, Познавање природе представља изванредно дело због огромног труда који је у њега уложен те због неизмерне радозналости аутора чији је дело продукт. Дело садржи много и занимљивих и забавних података из уметности, науци и цивилизације ауторовог доба. Оно је пуно прича, као што је она о костуру чудовишта које је мучило |Андромеду а који је донет из Јафе и изложен у Риму (IX, 11; Јафа је такође зарађивала на тој легенди, јер су истовремено тамо били изложени ланци којима је Андромеда била свезана, В, 69); прича о триковима којима су учили слонове (VIII, 4–8); анегдота о Лисандру који је дозволио Софоклов погреб (VII, 109); опасности с којима се сусрећу они који ваде сунђер из мора (IX, 151–153); појава првих берберина у Италији (VII, 211). Римски живот приказују такви одломци као што су они о разним врстама одеће која се користи (VIII, 190-193); цени кувара (IX, 67); накиту неке отмене Римљанке (IX, 117-118). Нарочито су занимљиви одломци о историје сликарства у 35. књизи и вајарства у 36. књизи, где сазнајемо много тога о грчким сликарима Зеуксису, Паразију и Апелу, те о вајарима Фидији, Праксителу и Скопасу.
Плинијев стил одаје Сенекин утицај. Он циља мање на јасноћу и живописност колико на епиграматску мисао. Његов стил не обилује само антитезама, него и питањима и усклицима, тропима и метафорама, те осталим особитостима раздобља новог стила. Ритмични и уметнички облик реченица је жртвован зарад страсти ка наглашавању појединих речи која одушевљује у одгађању поенте мисли до самог краја реченице. Структура реченице је такође помало слободна и развучена. Примећује се веома честа употреба апсолутног аблатива, који је често врло нејасно везан за остатак реченице (нпр. XXXV, 80).

## Утицај Плинијевог дела
Око средине 3. века Солиније је направио извадак из географских делова Плинијевог рада, а у раном 4. веку медицински одломци су скупљени у Medicina Plinii. У раном 8. веку сазнајемо да Беда поседује изврстан рукопис целога дела. У 9. веку Алкуин шаље Карлу Великом препис ранијих књига (Алкуин, Epistulae, 103, Јаффé), док Дикуил сакупља изватке из Плинијевих страница за своје властито дело „Величина света“ (Mensura orbis terrae, (око 825).
Плинијев рад је високо поштован у средњем веку. Број постојећих рукописа данас износи око 200, међутим најбољи од многих античких рукописа је онај у Бамбергу који садржи само књиге XXXII-XXXVII. Роберт од Криклејда, приор манастира Свете Фридесведе у Оксфорду, посветио је Хенрију II дело Defloratio, које се састоји од девет књига одабира узетог из једног од рукописа тог слоја, који је донедавно био једини који нам је пружао понекад једини доказ вернога текста. Међу каснијим рукописима најзначајнији је codex Vesontinus, који се некада налазио у Бесансону (11. век), а данас је подељен у три дела од којих је један у Риму, други у Паризу, а трећи у Лајдену, где се налази и препис целога рукописа.
Посебна важност придаје се Плинијевом опису производње папируса (XIII, 68-38), те различитим врстама гримизне боје (IX, 130).